# 道路
道路（どうろ、ラテン語 strata、 フランス語 route、ドイツ語 Straße、英語 road、スペイン語 calle）とは、人や車両などが通行するための道、人や車両の交通のために設けられた地上の通路である。

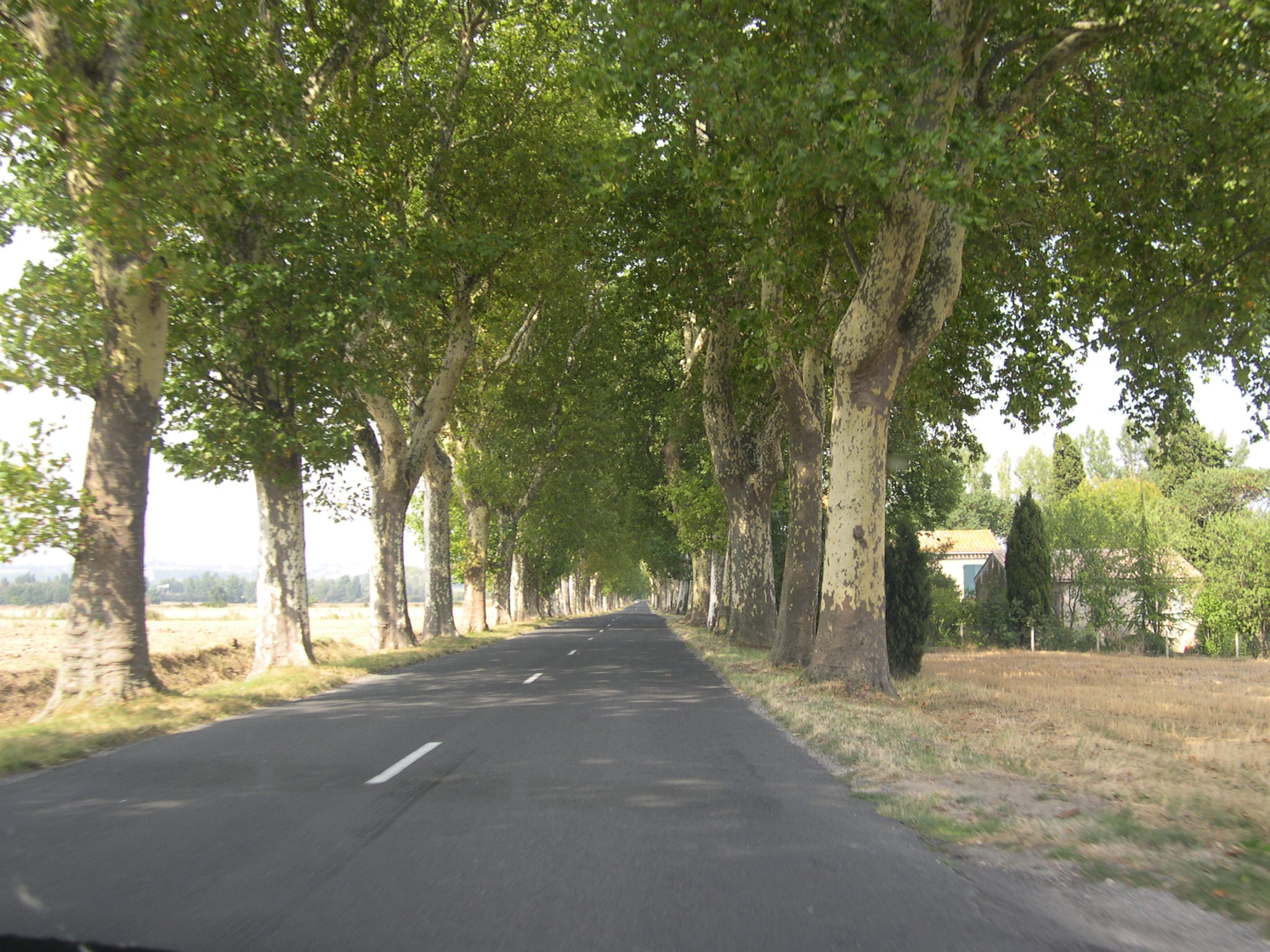
フランスの田舎の街道。しばしば両脇に並木が植えられている。

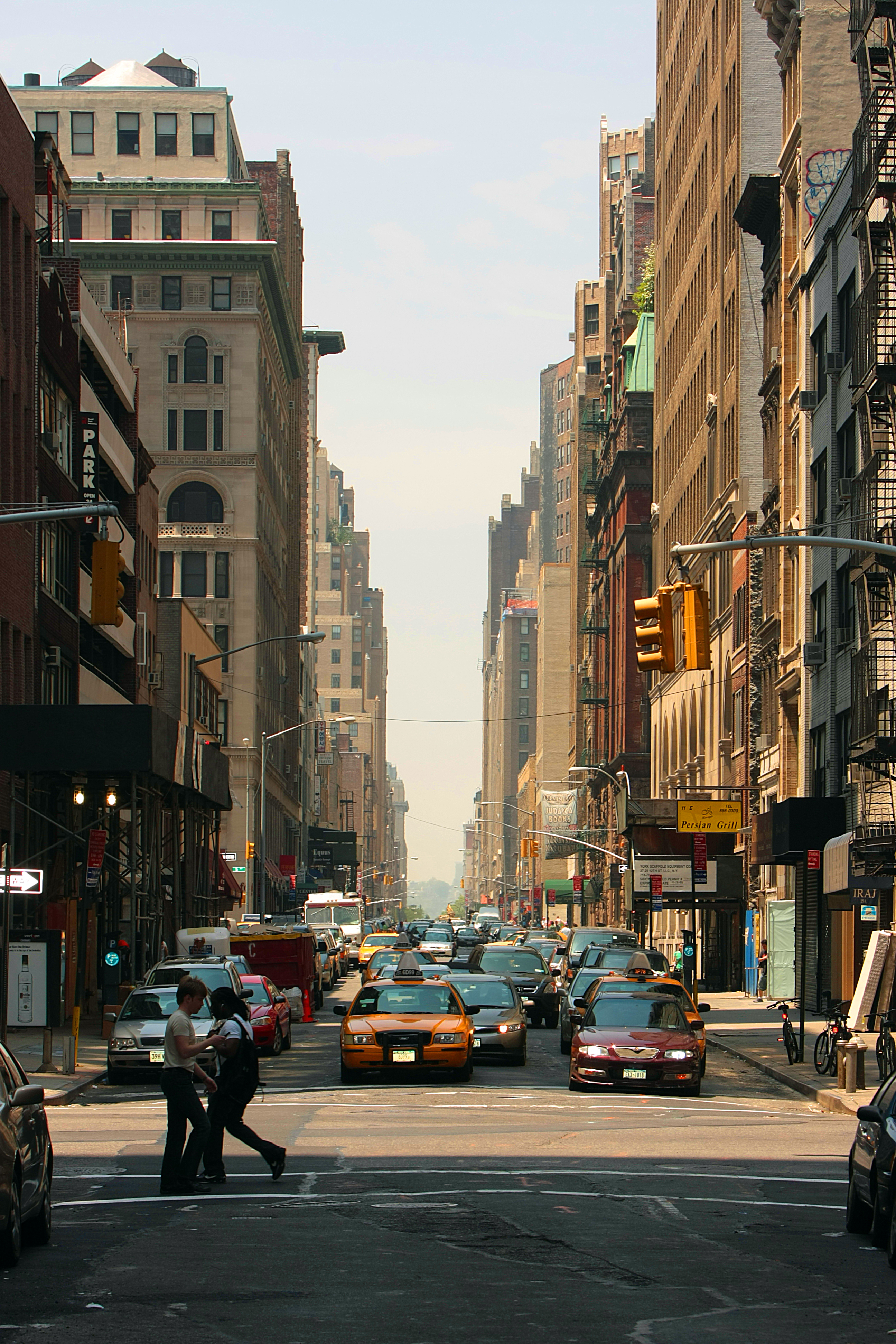
ニューヨーク5番街の道路（2008年）

## 概要
英語のroadは道全般を指す言葉である。streetは都市部の道路（街路）を意味する言葉として用いられるので、roadのほうが街と街を結ぶ道（街道）を指すことが多い。
「道路」が漢語として初めて使用された記録は、紀元前1000年頃の古代中国王朝である周の時代の経典『周来』である。『論語』でも使われている。日本では、江戸時代の俳人で知られる松尾芭蕉の『おくのほそ道』の一節に「道路」が使われ、明治時代の文明開化期以降には多く使用されるようになった。
道路は、交通の要となる公物で、誰でもいつでも通行することができる日常生活に不可欠なものであり、多くの人々が共同で使用するものである。また、交通上の特徴としては、単に公共施設という物理的な概念にとどまらず、道路どうしが交わりネットワークを形成しており、多くの場合は目的地まで複数の経路を選択することができることにある。つまり、道路は安全で円滑な交通路の確保と、交通ネットワークとしての機能が重要視されている。

## 歴史

### 「道」の起こり
人間や獣たちが、食物や餌を求めて探し歩いていくうちに草が踏み分けられて、自然にできた小道が道路の起源だと言われている。
狩猟採取を行っていた原始社会では動物の移動にともなってできるけもの道が狩猟民らによって利用される場合もあった。そして、もうひとつの原初的な道は「踏み分け道」である。人が生きていくために木の実を採ったり狩猟に出たり、あるいは魚を捕りに行ったりしながら、何度も同じところを行き交うことをくり返すうちに、地面は踏み固められて自然と草が減って土が出た筋状の「みち」になった。人類が農耕を始めて集団で定住し、そうした集落間で物や情報の交換や婚姻などが行われるようになると人の往来が頻繁になり、初めは人ひとりがやっと通れた道が何人もが行き交うことで幅の広い道へと変わり、生活していく中から自然発生的に発展していった。
現在発見されているなかで最古の道路整備跡とされることのあるもののひとつには、イングランドにある Sweet Track の土手道があり、紀元前3800年頃に遡る。

### 舗装路のはじまり
土の道は晴天時に特に不自由は無いが雨天になるとぬかるんで泥道になってしまい歩くことが困難になってしまう。それを防ぐために舗装が行われるようになった。
人の手による舗装の最古のものとしては紀元前4000年頃のものが発見されている。
古代のエジプト人は、ピラミッドの建設で、構築用資材となる大きな石塊を遠方より運搬するために、小石などを取り除いて石畳の道を整備してコロを用いて人力で運搬したと考えられている。バビロンでは、紀元前2000年頃までには舗装された道路があったという記録が残されている。古代の中国人は紀元前1100年代頃以降、大規模な街道を整えたが、その一部は石畳として整備した。紀元後20年までには、その距離を40,000キロメートル (km) にまで伸ばした。
日本列島では、縄文人の縄文時代前期中頃から中期末葉（今から約5900-4200年前）の遺跡である三内丸山遺跡に幅12メートルの舗装された道路があったことが、2000年に発見された。

### 古代国家による道路網の整備と発達

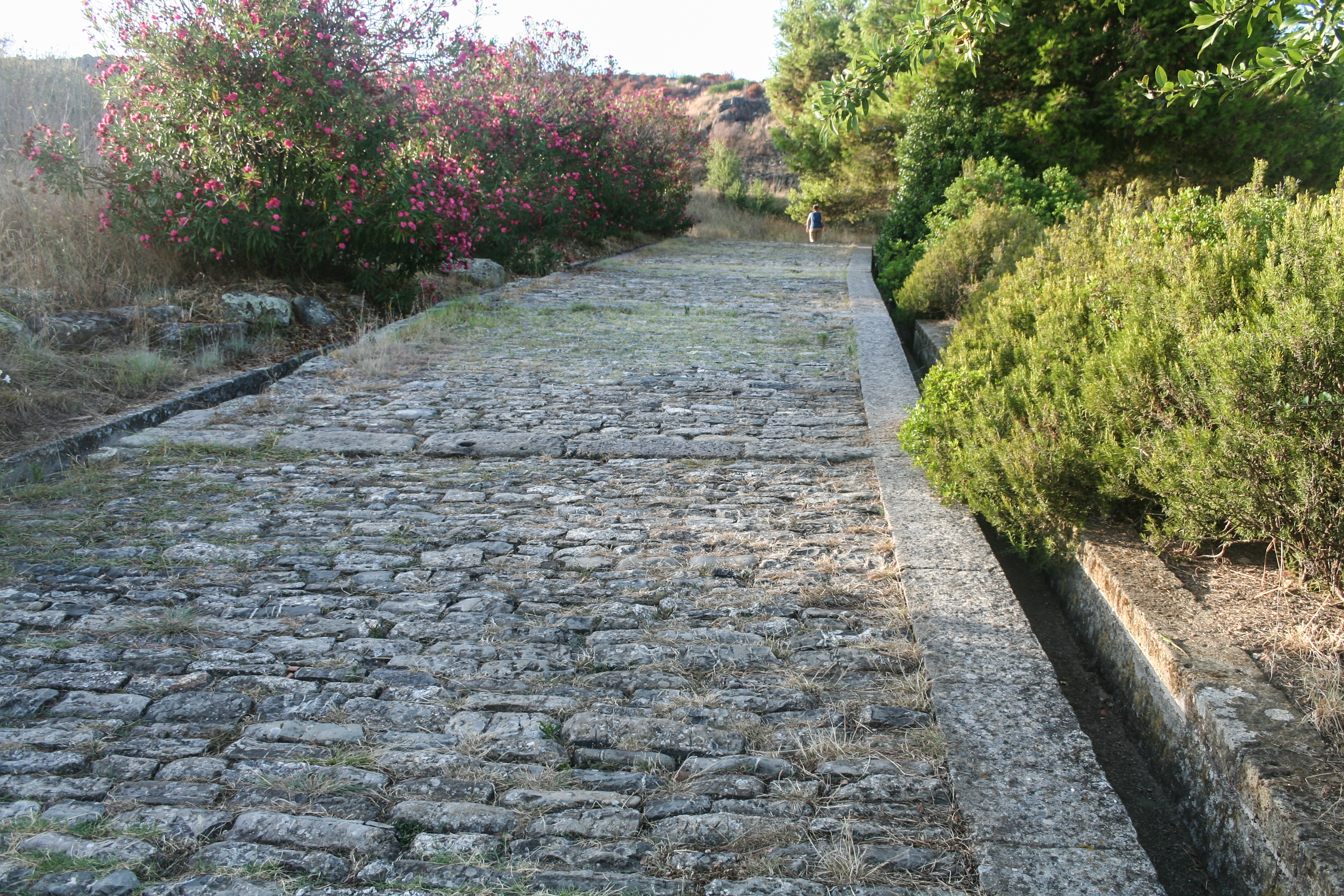
ギリシアのPorta Rosa。（3世紀頃に造られたもの）

古代文明が発達し、国家が誕生すると道は計画的に作られていくようになり、道路網の整備は時の権力の象徴にもなった。
中でもローマ帝国が建設したローマ街道は、最も大規模で組織的なものとしてよく知られ、その道路網の総延長は約29万 km、うち主要幹線は8万6000 kmにもおよんだ。当時隆盛を極めた古代ローマ人は「世界のすべての道はローマに通ず! 」と豪語したと言われており、道路の性格は軍事色、政治色が強いもので、ローマ市を中心とする広大な領域に、幅が数メートルほどある平坦な道路を放射状に敷き、都市間を最短距離で結ぶため直線的にひかれた。中でも有名なのは、紀元前312年にアッピウス・クラウディウス・カエクスの命令で建設が始まったアッピア街道で、道路幅は15メートル、敷石舗装を施した本格的なものであった。
このほか地中海のクレタ島やマルタ島の残る古代道路は、紀元前2000年頃のものといわれ、またアケメネス朝ペルシア帝国の王の道は、紀元前約500年頃のダレイオス1世の時代に、メソポタミアの首都スーサ（現イラン国内）から小アジアのサルディス（現トルコ国内）へ至る約2500 kmにおよぶ帝国を縦貫する計画道路が造られた。
東アジアの古代中国においては、紀元前220年までに秦の始皇帝によって馳道（ちどう）とよばれる大規模な道路網の建設が始められた。建設期間10年ほどの間に造られた馳道の総延長は、現代中国の公式記録とも言われる『中国公路史』によれば1万7920里（約7481 km、秦時代の1里は417.5 m）とされ、『漢書（かんじょ）』では「道幅は50歩（約70 m）、路側に3丈（約7 m）ごとに青松を植えた」とされる。始皇帝は、馳道建設の終わり頃に直道（ちょくどう）という、首都咸陽（かんよう）から北へ延びる幅約30 m程度の直線的な軍事道路を造っている。その目的は、北方からの匈奴侵略に備えるためのものであり、現在の中国では直道は「中国最初の高速道路」とよばれている。
また、物資を運ぶための交易路も古代より生まれていた。北ヨーロッパで産出された琥珀を地中海沿岸地域へ運ぶために生まれたヨーロッパ最古の道として知られる琥珀の道は、紀元前1900年頃から存在した。始皇帝を倒して打ち立てられた中国の漢帝国の時代からは、国家統一と経済産業の発展のため関所を廃止して道路建設が全国的に進められたことにより、中国の長安から中央アジアを横断して西南アジア、ヨーロッパを結ぶ絹の道（シルクロード）が登場する。シルクロードは、貿易のための地上通路として最もよく知られ、紀元前130年前後の漢の時代から武帝が西域に派遣した張騫（ちょうけん）によって西域の商品や文化が東方へもたらされたことに始まり、7世紀頃の唐の時代になると中国特産の絹と、ヨーロッパから宝石と織物が運ばれた。また、シルクロードは、東西文化の伝達路として大きな役割を果たし、東洋と西洋の双方異なる優れた互いの文化を吸収しながら発展していった。中国の唐の時代では全国的な道路網が造られており、5里（約3 km）ごとに土堆（どたい、土で築かれた道標）が築かれ、駅路が整備された。中国唐代の道路制度は、日本の道路にも影響を与えており、駅伝制度などは中国から駅制を導入したものである。
南米ではインカ（12世紀前半-）の人々（インカ人）たちは伝令たちがアンデス山脈を伝っていけるようなインカの街道を張り巡らせた（→インカ道）。マヤ人たちもヨーロッパによる新世界発見以前にメキシコで石畳の道路網を張り巡らせていた。

### 中世以後から産業革命期

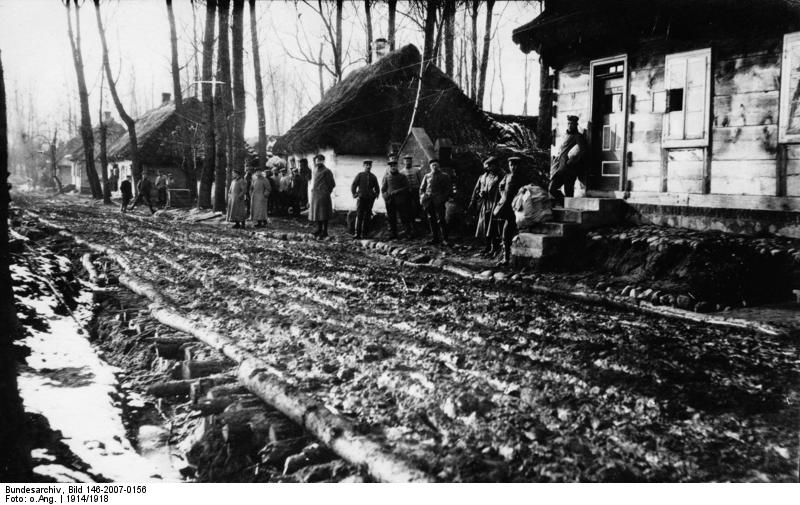
雨天で泥状態になった道路。（ポーランド、1914年）

ヨーロッパでは、ローマ帝国衰退後から産業革命が起こるまで（紀元3世紀以後 - 18世紀初頭）の間は、道路整備は衰退し、ローマ街道として舗装に使われた石が、後世の農夫たちによって取り外されて、家畜小屋や家の建材として使用されるなど、次第に道は荒廃して行った。17世紀のフランスでは、貴族や国王を乗せた馬車が、道路上の泥濘（ぬかるみ）にはまって横転する災難に遭遇した状況を銅版画で伝えており、同様の道路の惨状はヨーロッパ全土を覆った。
18世紀の産業革命期に入って、ようやく道路整備状況が改善される動きが見られるようになり、近代的な断面構造をもつ道路が誕生した。道路建設は路盤工事の後、栗石を敷きならした上に舗石を並べてランマーで突き固めた工事が行われ、アーチ構造の橋梁も建設されるようになるが、これらの工事手法や土木技術は古代ローマ街道とさほど変わらないものであった。
フランスではローマ帝国時代に整備された道路網を引き継いで、新たな道路の建設や維持、補修に注力した。1747年、ルイ15世は道路、橋梁に関する王立土木学校をパリに開校して土木技術者の育成に力を入れた。初代校長でもあったジャン・ルドルフ・ペロネ（1708 - 1794年）の監督の下で、近代的な馬車道が整備されるようになる。1764年には、トレサゲ（1716–1796年）が路床と路面が同じ断面歪曲率をもつ砕石舗装道路であるトレサゲ式道路工法を発明した。

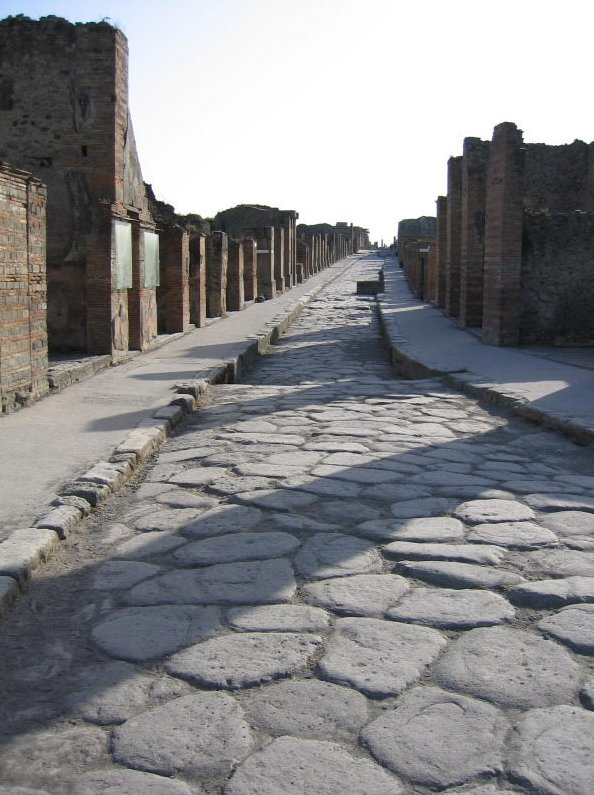
ポンペイの道路

一方、イギリスにおける道路建設とその整備は、16世紀に入ってから馬車交通が著しく発展し、18世紀の産業革命で馬車交通がさらに急増したため、馬車走行に堪えうる強固な道路が要求されるようになった。イギリス地域の道路整備は教区単位で行われため、貧弱で多様な道路状況となった。1706年頃には、これを改良するために初の関所が作られ、通行する車両から料金を徴収した。イギリスでは時にはおよそ1100の料金所があり、3万8千 km強の道路が整備された。馬による移動の時代には、道路は砂利舗装道路上での最大斜度3%強での整備を目指していた。これは馬が坂道で荷を引き上げるのに平行に近いほうが最も都合が良かったためである。
同時期に、トーマス・テルフォード（1757 – 1834年）とジョン・ラウドン・マカダム（1756 – 1835年）という道路建築家が、それぞれ独自の工法を発明した。テルフォード式道路は平坦な路床の上に栗石敷設してその上に砕石と砂利を敷き詰めて転圧したもので1805年に発明され、マカダム式道路は路床の上に直接砕石を施設して上層部に細粒砕石を転圧したもので1815年に発明された。特にマカダム式道路は、短い期間で施工可能で、技術的にも容易であったため広く普及し、近代式マカダム道路の原型にもなった。

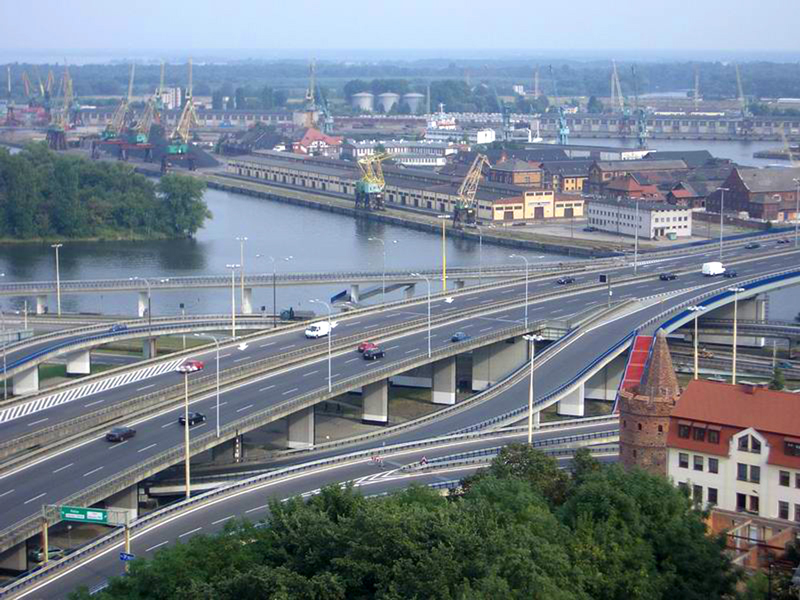
シュチェチン, シュチェチン

産業革命期のヨーロッパの道路で、本格的な道路改築を行ったのはナポレオン・ボナパルト（1769 - 1821年）である。ナポレオンは、全ヨーロッパ支配を進める上で、戦争を有利に進めるための軍事的な輸送路確保を目的に道路建設を積極的に行い、フランスからイタリア遠征の経路上にあるアルプス越えのシンプロン峠の道路建設を部下に命じて行わせた。100名以上の人命を失う難工事を乗り越えてゴンドー・トンネルが貫通し、1805年にシンプロン峠越えの道路は完成を見た。その後、モン・スニ峠の道路建設も手掛け、さらに全ヨーロッパにその範囲は及んだ。ナポレオンが道路建設のために支出した予算は、同時期の要塞建設予算の約2倍あったとされている。
歴史的に、都市と都市を結ぶ道路（道：road）と違い、欧米の都市内部の道（街路：street）は廃物処理の場所でもあった。古代ローマ時代は道の真ん中に水を通し、排泄物などの汚物を流していた（ポンペイ遺跡など）。そのため、道の真ん中が両側の町家より数段低くなっていて両側を飛び石状の道渡しで渡る。また、馬車もこの水路の中を通行する。また地下下水道の無かった近世のパリではゴミや汚物を街路に捨てていたのは有名な話である。

### 近代
現代では、自動車などの車両で移動できるよう、道路はほとんどあらゆる箇所で整備が進んでいる。ほとんどの国で、道路輸送が最もよく使われる輸送手段となっている。また、交通安全と渋滞の解消のために、ほとんどの先進国では、道路をレーンに区切って使用するようになっている。

## 車両と道路
道路は基本形はただの「ひとつの面」である。
道路には両方向から交通があるので、「すれ違い」が生じる。素朴な形態では、ルールは無いわけだが、それでは「にらみあい」や「衝突」が生じるので、自然と、道の右側を進むのか左側を進むのか、という習慣・ルールの類ができるようになる。
欧米では、基本的に右側を進むということになった。イギリスと日本では左側である。
同じ方向でも、歩行者、馬車などは区別したほうが良いということになる。馬車などは道の中央を走り、歩行者は道の端を歩くということになった。古代の道では、馬車用に意図的に「レール状」にくぼみを作ってある道もある。
歩行者用には高さの異なる面を用意する、ということも行われるようになった。
車両と人が同時に通行すると、悲惨な事故が起きる確率が増す。人と車両を分離すると、人も安心してリラックスして歩くことができ、自動車も安心して高速に運転することができる。
市街地の繁華街では車を一切入れず、道路をすべて歩行者専用としているところもある。逆に、自動車専用道路では、原則自動車以外の走行を禁じることで、高速走行を可能にしている。
現代の日本の道路も、一定程度の幅がある場合は、自動車が通過するための車道と、歩行者が通行するための歩道とに区分されている。区分のしかたは様々で、柵で区切る方法もあり、高さを変える方法もある。
欧米では、現代、自転車に乗る人が多いので、道路は、自動車用、自転車用、歩行者用の3つに区分されることがかなり一般的になってきている。日本は対応がまだまだ遅れていて、そうした3区分は徐々に増やしつつある状態である。
自動車が普及するにつれ、無謀運転をする者がいることや、事故の被害者が出ることが次第に問題になり、速度制限が行われるようになった。道路標識が設置されるなど、法整備も進んだ。

## 道路の機能
道路の持つ交通機能は、目的地へ移動するための通行機能とアクセス機能、および滞留機能の3要素がある。道路は交通機能の他にも、まちづくりにおいて密接に関わり合っており、都市と地区の骨格形成や、環境空間や防災空間としての機能も併せ持つ。現在の道路空間は日常生活の収容スペースでもあり、効率的利用が求められている。地下空間には水道管やガス管など、地上には電線や電話線などのライフラインも敷設されるようになった。都市部では道路の掘り返しを避けるため、これらのライフラインを一括して収容する共同溝というトンネルが道路の地下に作られることもある。また、地下鉄は道路の地下を通過することが多い。

### 交通機能
道路は走行速度が高く安全・円滑で快適な移動を重視する「通行機能」と、走行速度よりもむしろ多くの道路や沿道施設と接続することを重視する「アクセス機能」に分けることができる。通行機能性は高速道路が最も高く、次いで幹線道路、補助幹線道路、生活道路の順で低下していく。対するアクセス機能性は、建物・施設などの目的地に面する生活道路が最も高く、次いで補助幹線道路、幹線道路、高速道路の順で低下していく。つまり、通行機能とアクセス機能は相反する関係を有していると言われている。
さらに道路は、駐停車帯に自動車を停める場合や、歩行者がバス停などに足を止めたい場合もあり、これら求められる機能のことを「滞留機能」とよんでいる。「通行機能」「アクセス機能」「滞留機能」の3機能は、まとめて道路の「交通機能」とよばれており、自動車ばかりではなく、歩行者や自転車などを含めたすべての利用者に対して必要とされている。

### 都市計画やまちづくり

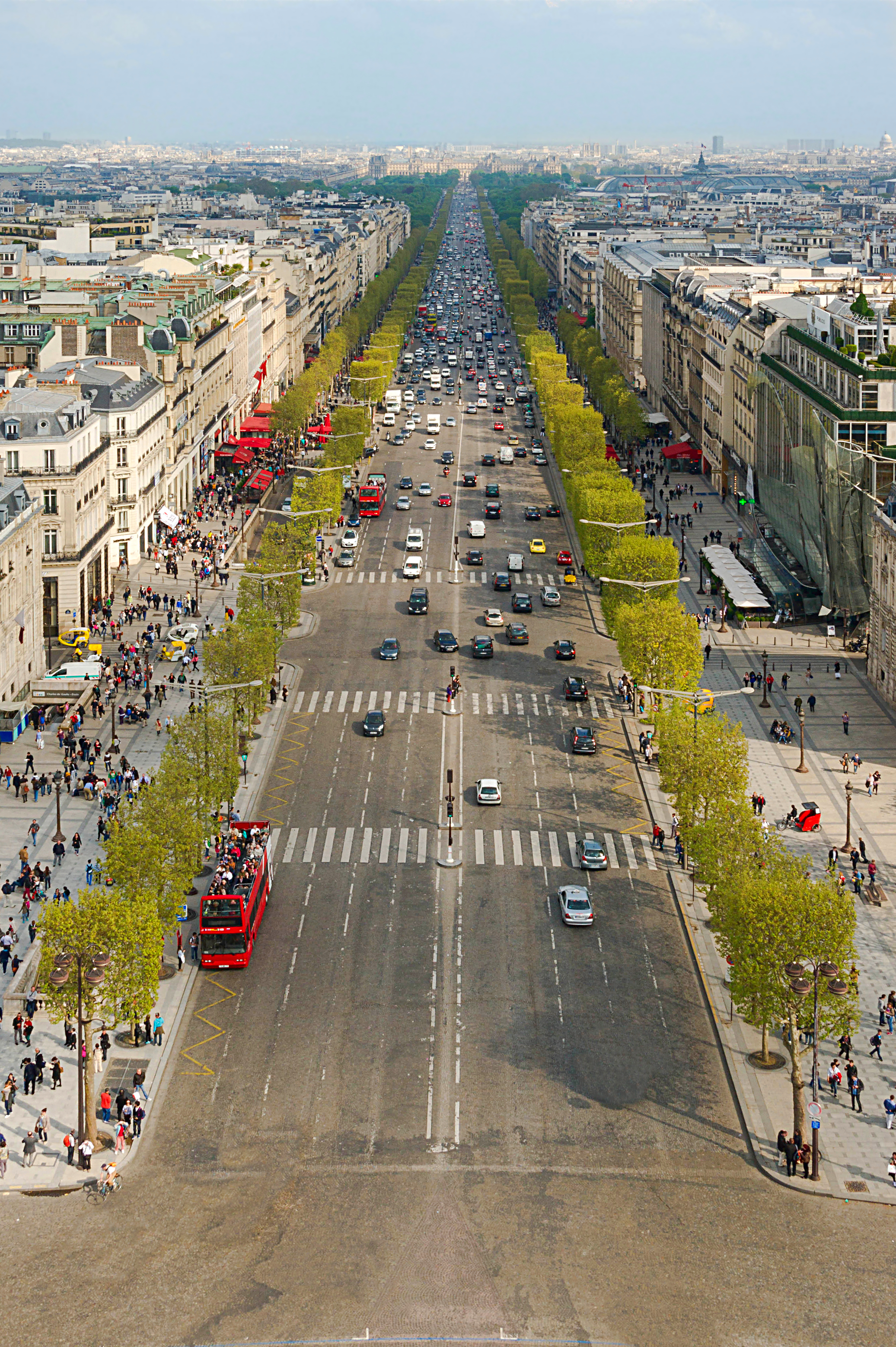
パリ（フランス）のエトワール凱旋門から見たシャンゼリゼ通り

道路は利用者が往来するための機能だけではなく、都市や地区の骨格を形成し、良好な街並みを形成するための機能も有しており、都市計画やまちづくりを勧めていくための多様な機能を有する重要な構成部でもある。家々は道路に面して建てられ、また道路によって街区が形成されて道路に沿って公共施設や店舗が建ち並び、街路樹が整えられて、駅前や商業地区には街区のシンボルとなる街路（通り、ストリート、アヴェニュー）が形成される。さらにシンボルとなる「通り」の景観を充実させるため、沿道の建物の高さを制限したり、美観に配慮した幅広くゆとりのある歩道が整備されたりもする。また、歩道や中央分離帯に植栽帯を設けて街路樹により緑陰を提供し、緑化や騒音減衰、大気の浄化といった面で、人々に快適な環境空間を提供する役割も担っている。さらに、防災空間としての機能を持たせることにより、火災時の延焼防止機能や、震災時の避難経路や物資輸送路の確保といった緊急時の通行空間としての機能が期待されている。

### インフラ収容機能
道路の上空や地下には、路面電車や地下鉄、公益施設とよばれる電気やガス、上下水道などのライフライン、電話などの通信ケーブルなど、生活に欠かせないネットワークがきめ細かく張り巡らせてあり、これらインフラ施設を収容する空間としての機能を有している。道路空間の利用にはスペースに制約があるが、交通量が多く複数の公益施設が収容されている道路では、これらネットワーク施設を効率よく納めるために、車道の地下にガス・上下水道・電気・通信を納める共同溝や、歩道下に電線共同溝の整備が行われている。副次的効果として、無電柱化されることにより道路景観が改善し、震災時の電柱倒壊による道路閉鎖を防止することにもつながっている。このほかにも道路の地下空間は、地下駐車場や地下通路、地下街などにも活用されている。

### 道路と住居表示の関係
欧米では、 道路（英：Street、独：Straße）は住居表示の基礎となっている。欧米流の発想では、基本的に「住所」というのは、道路に結び付けて（概念的にぶらさげて）理解されるものであって、そうした理解のしかたが標準的なのである。
街路を挟んで両側が同じ街路名を共有しており、住居表示となる。いくつか番号の振り方があり、国によって異なる。ひとつの方法は、道の片側は奇数で統一し、反対の片側側は偶数で統一するというものである。数字が小さいほうから大きいほうへ、順番に敷地が並ぶ。それによって郵便配達人が簡単に配達できたり、土地勘の無い人が訪問することが簡単にできる。郵便配達人なら、郵便物に書かれている宛先の通りの名前を見て、その通りまで行き、あとは末尾の数字を見て、まず奇数か偶数かを読み取り、それによって道のどちら側かを判断し、各戸に表示されている数字を確認しつつ進み、数字が一致したところでポストに投函すればよい。
土地が分割されたり家が増えた場合の対処法について説明する。片側に1,3,5,7,9...などと最初に通し番号が振られているわけであるが、例えば3の家・土地の権利が二つに分割されたら、「3-a」「3-b」などとする。これによって他の「1」「5」「7」..などの番号を振られた土地は番号が変更されずに済む。
日本の京都市でも一部で街路（通り名）を用いた住所表記を行う（「〜（条）通上ル、下ル、東入ル、西入ル」)。京都市の場合、町名が非常に多く、異なる場所にあっても町名が同一の場合があり、これらの場所を区別するために郵便番号も別々に設定されている。これらの事情により通り名を用いたほうが住所を特定しやすいため慣習的に用いられている。
日本では、街路の両側が1つの町名を共有していたが、1962年に住居表示に関する法律が施行されると、新しく付けられた町名地番は道路に囲まれる街区単位で住居番号を付けるようになった。一方で現在でも大阪市中央区の一部では街路の両側を単位とする町名が残っている。

## 環境破壊
道路の開発は森や山を拓いて行われるため、環境破壊と密接に結びついている。
ブラジルではアマゾン川を貫くように道路が開発され、環境破壊に反対する声が上がっている。
また、道路の使用においても車が排出する排気ガスや道路が削れて飛散する粉塵による公害が問題となる。
日本においては高度経済成長の時代に道路が整備され、それを利用するマイカーから発せられる道路公害として表面化し、その後の環境政策にも大きな影響を与えている。

## 日本と道路

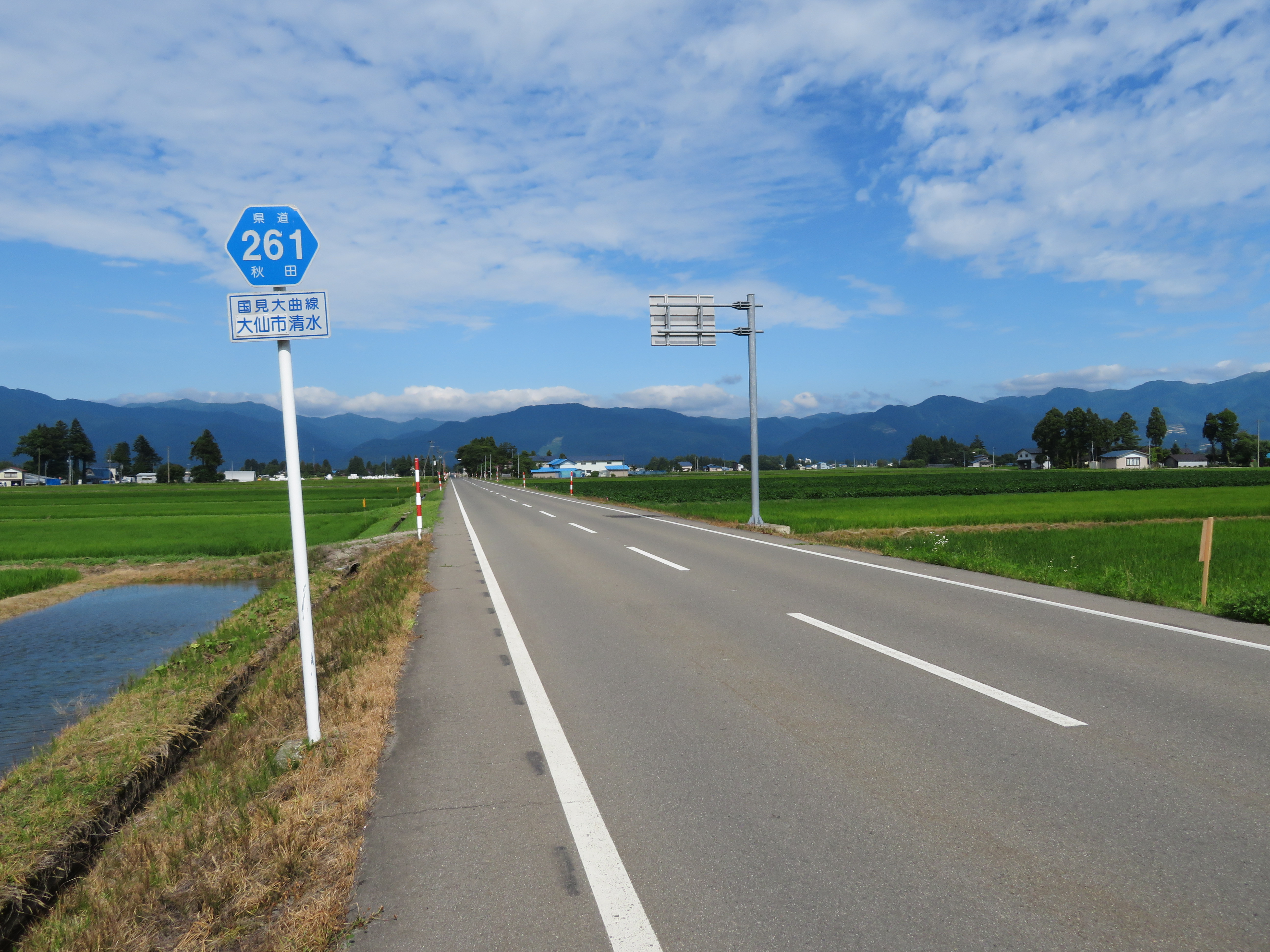
日本における一般的な二車線の都道府県道（秋田県）

### 日本の法律上の定義
日本の法律上の定義としては、道路法、道路交通法、建築基準法などの法律が、それぞれ道路の定義を定めている。

#### 道路交通法の「道路」
道路交通法第2条第1項は、以下の3つに該当する場合を道路としている。
1. 道路法第2条第1項に規定する道路（いわゆる公道）
2. 道路運送法第2条第8項に規定する自動車道（もっぱら自動車の交通の用に供することを目的として設けられた道で道路法による道路以外のもの）
3. 一般交通の用に供するその他の場所

「一般交通の用に供するその他の場所」とは、公道や自動車の交通のために設けられた道以外で、現実の交通の実態から道路とみなされる土地のことをいう。不特定の人や車が自由に通行することができる場所で、現実に通行に使用されている場所が該当する。そのため、一般に道路としての形態を有していなくても該当する場合があり、私有地であるか公有地であるかは関係がない。具体的には、農道、林道、赤線が該当し、一般の交通に供用されていれば、私道、広場、公園、河川敷、地下街等も含まれる。
「一般交通の用に供するその他の場所」に関する通説・判例は下記のとおり。
- 私有地であっても、不特定の人や車が自由に通行できる状態になっている場所は、「一般交通の用に供するその他の場所」である。（昭和44年7月11日最高裁判所第二小法廷判決・昭和43(あ)1407 ）
- 「一般交通の用に供するその他の場所」とは、それが一般公衆に対し無条件で開放されていることは必ずしも要しないとしても、「現に一般公衆及び車両等の通行の用に供されていると見られる客観的状況のある場所であって、しかも、その通行をすることについて通行者がいちいちその都度管理者の許可などを受ける必要がない場合をいう。（仙台高等裁判所昭和38年12月23日判決）
- 管理者が一般交通の用に供することを認めていない場合、つまり、通行につき管理者の許可を要し、しかも客観的にも不特定多数の者の交通の用に供されているとみられる状況にないときは、道路としての要件に欠く。（東京高等裁判所昭和45年6月3日判決）

#### 道路法の「道路」
道路法第2条第1項および第3条は、一般交通の用に供する道で、以下の4つに該当するものを道路としている。
1. 高速自動車国道
2. 一般国道
3. 都道府県道
4. 市町村道

道路を構成するものは、路面、路肩、法敷（のりしき）の他、トンネル、橋、渡船施設、道路用エレベーター等の道路と一体としてその効用を全うする施設・工作物、および、横断歩道橋など道路の附属物で当該道路に附属して設けられているものも、道路に含むとしている。道路法で定義される道路として認めることを、高速自動車国道と一般国道は「道路指定」、都道府県道と市町村道は「道路認定」といい、道路法が適用される都道府県道、市町村道を「認定道路」とよぶ。いわゆる公道であり、道路構造令による幅員・構造などの基準が定められている。
道路の成立から廃止まで段階的な規定があり、(1) 路線の指定/認定、(2) 区域の決定、(3) 用地の取得、(4) 建設工事、(5) 供用開始、(6) 維持管理、(7) 路線の廃止・変更、(8) 不要物件の処理というように行政上の手続きが行われる。
なお、道路法第89条の主要地方道は、道路法上の道路の種類ではなく、国が道路整備の必要一定範囲内で補助する道路として大臣が指定した主要道路のことであり、都道府県道の中には一般道路と主要地方道が含まれる。

#### 土地改良法の「道路」
土地改良法に基づく道路とは、農業用道路のことで、いわゆる農道のことである。幹線農道と支線農道に大別でき、支線農道には収穫物運搬等のための通作道と、通作道の連絡道路がある。
基幹的な農道として、1965年（昭和40年）から実施された農林漁業用揮発税財源身替農道整備事業（略称：農免道路事業）により農林水産省が整備する道路のことを「農免道路」と呼ぶ。

#### 森林法の「道路」
森林法に基づく道路とは、林道のことであり、森林の整備・保全を目的として設けられる道路の総称としている。林道は、道路法の関連規定の枠外にあるが、一般交通に供される林道は、道路交通法・道路運送車両法などの規定は適用される。所管は農林水産省林野庁で、林道の制度は日本独自のものとなっている。民有林の中の林道の種類には、次のようなものがある。
1. 一般補助林道
2. 緑資源幹線林道
3. 特定森林地域開発林道（スーパー林道）

#### 港湾法の「道路」
港湾法に基づく道路とは、臨港地区内における臨港交通施設として供される臨港道路のことを指す。国土交通省の予算で造られ、港湾管理者である港湾局または地方公共団体（都道府県や市町村）が管理を行う。

#### 道路運送法の「道路」
道路運送法第2条第7号は、以下の3つに該当するものを道路としている。
1. 道路法による道路
2. その他の一般交通の用に供する場所
3. 自動車道（もっぱら自動車の交通の用に供することを目的として設けられた道で道路法による道路以外のもの。「一般自動車道」と「専用自動車道」の2つがある。）

第2条第8項では、上記の「自動車道」について定義されており、その中の「一般自動車道」とは、専用自動車道以外の自動車道をいい、「専用自動車道」とは、自動車運送事業者（自動車運送事業を経営する者）がもっぱらその事業用自動車（自動車運送事業者がその自動車運送事業の用に供する自動車）の交通の用に供することを目的として設けた道であると定めている。

#### 建築基準法の「道路」
建築基準法第42条は、以下の1〜5に該当する場合を道路とし、6に該当する場合を道路とみなしている。
1. 道路法の道路（国道、都道府県道、市町村道）で、幅員4メートル（一部区域では6メートル）以上のもの
2. 都市計画法、土地区画整理法、旧住宅地造成事業に関する法律、都市再開発法、新都市基盤整備法、大都市地域における住宅および住宅地の供給の促進に関する特別措置法、密集市街地整備法に基づいて造られた道路で、幅員4メートル（一部区域では6メートル）以上のもの
3. 建築基準法施行時または都市計画区域編入時にすでに存在していた道で、幅員4メートル（一部区域では6メートル）以上のもの
4. 道路法、都市計画法等で新設か変更の事業計画がある道路で、2年以内に事業が執行される予定のものとして特定行政庁が指定した幅員4メートル（一部区域では6メートル）以上のもの
5. 土地を建築物の敷地として利用するため、道路法、都市計画法等によらないで築造する政令で定める基準に適合する道で、道路の位置について特定行政庁の指定を受けたもので、幅員4メートル（一部区域では6メートル）以上のもの（位置指定道路）
6. 上記にはいずれも含まれないが、建築基準法第42条第2項〜第6項に基づき特定行政庁が指定したため、道路とみなされるもの（42条2項道路、42条3項道路など）

公道・私道の区別はなく、自動車専用道路のみ対象外で、幅員4m以上が道路となる。幅員が4m未満であるなど、それ以外のものは、建築基準法上は「道路」とは位置づけられず、建築基準法関連においては「通路」「道」などと呼ばれる。
なお、建築基準法43条の接道基準を満たさないが、同条但書に基づき特定行政庁が建築許可を出した場合の道路について、「但し書き道路」と言われる。

#### その他の法律
上記にあげられた以外に、各法令の道路の種類として次のようなものがある。
- 漁港漁場整備法：漁港施設道路[27]、漁免道路
- 自然公園法：公園道[27]、自然研究路、長距離歩道
- 都市公園法：園路[27]
- 国有財産法：里道（赤道）
- 河川法：河川管理用通路

このほか、不動産登記簿上の地目の一種として、「公衆用道路」というものがある。一般交通の用に供する道路のことを指し、公道・私道を問わない。
道路と一体となって利用される橋やトンネル、横断歩道橋や横断地下歩道などの施設も含む。

### 外国語表記
- 昭和29年12月9日付内閣告示第一号によって、ローマ字（ヘボン式）の綴り方などを示している。

### 住民参加型の道路直営施工
近年では自治体財政の情勢悪化により、生活道路については機材・資材を自治体が提供し、施行は住民が自ら工事する事業が注目されてきている。
栄村のケースでは、外部発注するのと比べ費用を1/2〜1/3に抑えられている。
- 農林水産省 農家・地域住民等参加型の直営施工推進マニュアル[33]
- 長野県下條村 建設資材支給事業[34]
- 長野県栄村 「道直し」事業（全国過疎地域自立促進連盟会長賞 受賞）[32]

## 用語
- 認定道路：都道府県道、市町村道等で道路法が適用される道路。
- 特定道路：幅員15m以上の道路をいい、前面道路が70m以内で接続していれば、容積率が緩和される。
- 前面道路：建築基準法第43条で規定される、建築物の敷地に2 m以上接する道路。